# Coyote (бронетранспортер)
Coyote — бронеавтомобіль, виготовлений компанією General Dynamics Land Systems Canada для збройних сил Канади. Він заснований на Mowag Piranha 8x8.
Coyote перебуває на озброєнні з 1996 року для використання в якості легкої розвідки. Він також спочатку використовувався в якості тренажера для середніх танків у броньованих кавалерійських ескадронах так само, як AVGP Cougar, який він замінив.

## Витоки
Coyote Reconnaissance Vehicle — це неамфібійна броньована розвідувальна машина на основі конструкції LAV-25 і MOWAG Piranha II. Збройні сили Канади замовили 203 машини в 1993 році для заміни розвідувального автомобіля Lynx, і всі вони були доставлені та прийняті на озброєння до 1996 року. Coyote спочатку випускався в трьох варіантах: варіант «Щогла» з системою спостереження, встановленою на щоглі, варіант із системою дистанційного спостереження та базовий варіант розвідки/командного пункту.

## Озброєння
Coyote монтує ланцюгову гармату M242 Bushmaster калібру 25 × 137 мм і два кулемети НАТО C6 загального призначення калібру 7,62 × 51 мм у вежі з електроприводом. Башта також має приймач лазерного попередження та встановлює вісім гранатометів у двох кластерах, здатних стріляти димовими та осколковими гранатами. Один з кулеметів встановлений співвісно з основною гарматою, а другий — на цапфі перед люком командира екіпажу. Основна гармата оснащена подвійною системою подачі боєприпасів, що дозволяє використовувати окремі ефекти зброї, які вибирає навідник/командир екіпажу; стандартне навантаження — стрічка бронебійних підкасетних снарядів і стрічка фугасно-осколкових снарядів HE-T. Основна гармата і коаксіальний кулемет стабілізовані по 2 осях. Башта оснащена лазерним далекоміром, але не має балістичного комп'ютера; Поправки кута кута та випередження вносяться навідником вручну за допомогою багатостадійних сіток денного, тепловізійного прицілу та прицілу посилення зображення. 

## Захист
Стандартна броня Coyote захищає від вогню зі стрілецької зброї, протипіхотних мін і осколків, а додаткові комплекти броні можуть захистити від більших снарядів. Coyote оснащений комплексом пристроїв для виявлення ядерної, біологічної та хімічної зброї, що складається з хімічного детектора GID-3 і радіаційного монітора AN/VDR-2. Кожен транспортний засіб також оснащено респіраторною системою NBC.

## Датчики
Варіанти спостереження оснащені системою спостереження на щоглі, яку можна підняти до 10 метрів над землею. Ця система включає наземний оглядовий радар AN/PPS-5C MSTAR версії 3 та електрооптичну / інфрачервону систему спостереження з відеокамерою дальнього радіусу дії та лазерним далекоміром. Варіант дистанційного спостереження складається з двох встановлених на штативі систем, які можна розгортати на відстані до 200 метрів від автомобіля. Системи спостереження можуть виявляти цілі розміром з танк на відстані до 12 кілометрів і великі цілі розміром з вантажівку на відстані до 24 кілометрів. За хороших умов система візуального спостереження може виявляти персонал на відстані до 20 кілометрів.

## Мобільність
Coyote оснащений двигуном Detroit Diesel 6V53T потужністю 275 кінських сил і може розвивати швидкість 100 кілометрів за годину (62 миля/год) на дорозі. Максимальний запас ходу Coyote становить 660 км. Кожна машина оснащена тактичною навігаційною системою, яка включає GPS-приймач, цифрову систему компаса та резервну систему відліку. Для допомоги в самовідновленні кожен транспортний засіб також оснащено гідравлічною лебідкою вантажопідйомністю 15 тонн. На відміну від LAV-25, Coyote оснащений додатковими паливними баками замість амфібійної техніки. Coyote можна перевозити по повітрю на літаку Hercules C-130, але лише зі знятою вежею.

## Варіанти
Койоти доступні в трьох варіантах: командний, щогловий і дистанційний. Варіанти Mast і Remote мають складний набір електронного обладнання для спостереження, включаючи радар, відео та інфрачервоні прилади нічного бачення. Варіант щогли має це обладнання, встановлене на 10-метровій телескопічній щоглі, яку можна подовжити, щоб підняти комплект спостереження з-за укриття. Віддалений варіант Coyote має систему спостереження, встановлену на двох коротких штативах, які екіпаж може розгорнути дистанційно за допомогою 200-метрової котушки кабелю.

## Сервісна історія
З моменту введення Coyote у Збройні сили Канади цей транспортний засіб використовувався в країні та за кордоном. Coyote був розгорнутий під час ООН / Місії НАТО в Боснії та Герцеговині, Македонії, Косово та в Афганістані. Усередині країни він був розгорнутий під час «Операції Грізлі» в Кананаскісі для забезпечення безпеки 28-го саміту G8, 36-го саміту G8 і саміту G-20 в Торонто на додаток до низки внутрішніх інцидентів реагування на надзвичайні ситуації. Станом на 2015—2022 роки Coyote перебував у розпалі запланованого зняття з експлуатації та був замінений сумішшю броньованих машин TAPV і LAV VI.